# Peace Pilgrim
Pour les articles homonymes, voir Pilgrim.
Peace Pilgrim (18 juillet 1908-7 juillet 1981) de son vrai nom Mildred Lisette Norman était une militante américaine pacifiste et végétarienne. Elle est l'auteur de Étapes vers la paix intérieure.

## Biographie
Elle commença en 1953, en marchant dans tous les États-Unis exprimant ses idées à propos de la paix et de la fin de la guerre, se faisant appeler « Peace Pilgrim ».
Peace Pilgrim avait pour seuls biens, les vêtements qu'elle portait sur elle et les choses qu'elle avait dans les poches de sa tunique bleue sur le devant de laquelle était écrit « Pèlerin de la paix » (PEACE PILGRIM) et dans son dos « 25 000 miles à pied pour la paix » (25,000 MILES ON FOOT FOR PEACE). Sans aucune organisation pour la soutenir, sans argent dans les poches, et sans demander pour de la nourriture ou un toit, elle n'a jamais manqué de rien en 28 ans de marche. Elle disait souvent : « Les gens ne sont-ils pas bons? » (Aren't people good?). Elle parlait à tous ceux qui l'écoutaient de tout ce qui avait un rapport avec la paix : la paix entre les nations, la paix entre les gens et la très importante paix intérieure, qui était, selon elle, la source de la paix.
Quand elle parlait de ses idées de paix, elle se présentait simplement comme « Peace Pilgrim ». Son pèlerinage a duré presque trois décennies, en commençant pendant la guerre de Corée, puis durant la guerre du Viêt Nam, et même après. Elle mourut dans un accident de voiture en 1981 alors qu'elle était conduite pour un discours du côté de Knox (Indiana). Elle était en train de traverser les États-Unis pour la septième fois.

## Quelques citations
« C'est le chemin de la paix : combattre le mal par le bien, le mensonge par la vérité et la haine par l'amour. »

« Son vœu : Je poursuivrai ma recherche jusqu'à ce que l'humanité ait appris la voie de la paix; marchant jusqu'au refuge proposé et jeunant jusqu'au repas offert. »

« Nous qui travaillons pour la paix, ne devons pas faiblir. Continuons de prier et d'agir pour la paix par tous les moyems, continuons de parler en faveur de la paix et de vivre de manière pacifique; pour inspirer les autres, continuons à penser à la paix et sachons que la paix est possible. »